# Cementiri del Père-Lachaise
El cementiri del Père-Lachaise (en francès cimetière du Père-Lachaise) és el cementiri més gran de París intramurs i un dels més cèlebres del món. Situat en el 20è districte de la ciutat, hi són enterrades nombroses persones cèlebres.

## Història
Un dels set turons de París, anomenat Champ-l'Évêque, ja que pertanyia a l'edat mitjana al bisbe de París, va prendre al segle xii el nom de Mont-aux-Vignes, pels conreus que s'hi feien aleshores. El 1430, un ric comerciant anomenat Régnault de Wandonne va comprar la finca per fer-hi construir una casa benestant: una follia. És l'origen del nom de l'actual carrer de la Folie-Regnault a l'11è districte.
Dos segles més tard, els Jesuïtes adquireixen el terreny per fer-ne un lloc de repòs i de convalescència. La casa acull algunes hores el jove rei Lluís XIV que assistia a combats durant la Guerra de la Fronda. Aquest esdeveniment donarà al lloc el nom de Mont-Louis. Però el més il·lustre ocupant fou François d'Aix de La Chaise (1624-1709), anomenat el Père La Chaise, confessor del rei de França Lluís XIV, que va exercir una influència moderadora sobre aquest en la lluita contra el jansenisme. Hi restarà de 1675 fins a la seva mort el 1709.
El comte de La Chaise, germà del pare jesuïta, va oferir nombroses festes a la finca, el que va contribuir a la seva ampliació i el seu embelliment. Però el 1762, la Companyia de Jesús va ser obligada de cedir el terreny basant-se en un deute. Al cap dels anys, els jardins van ser deixats a l'abandonament i els propietaris es van succeir, per tornar, el 9 Ventós any XI al prefecte del Sena, Nicolas Frochot, per la suma de 180.000 francs.

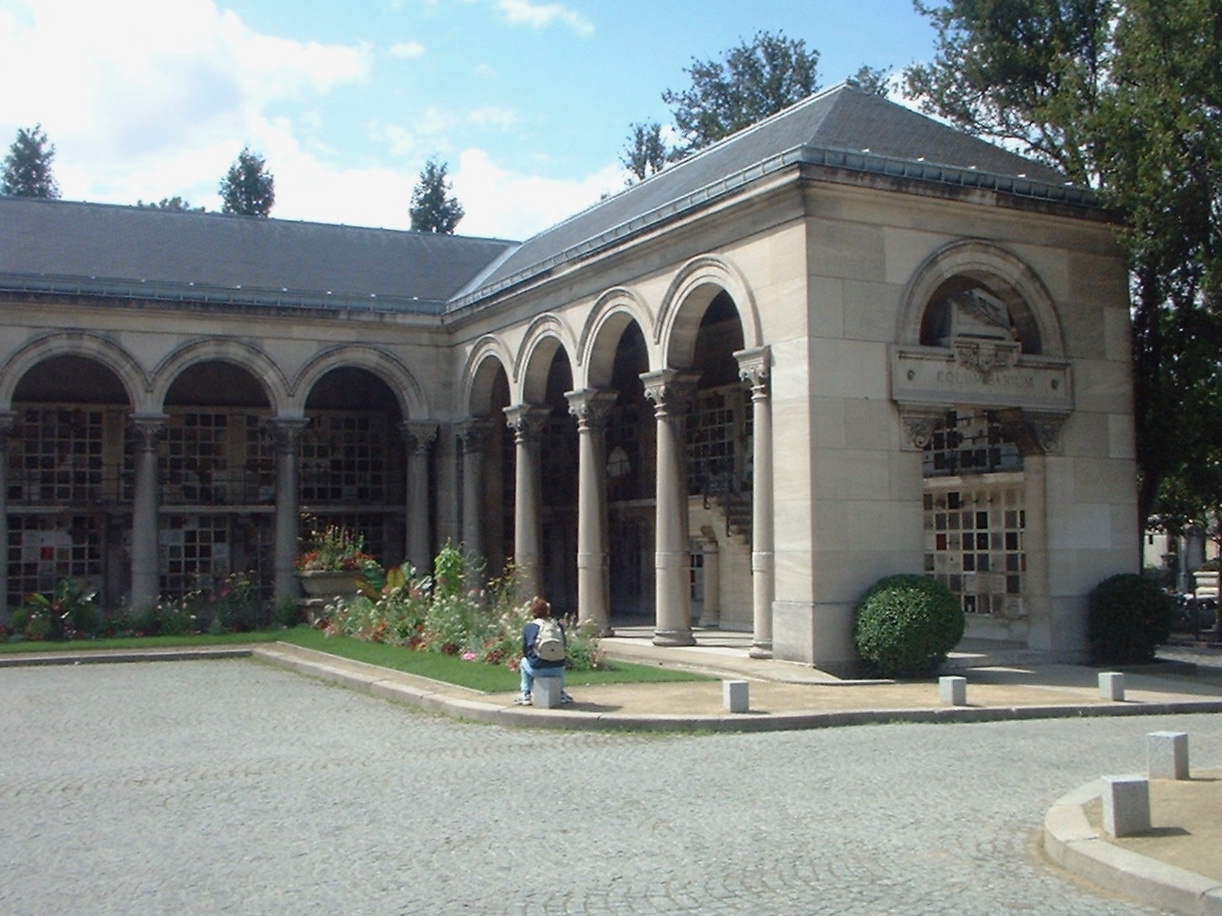
Part del columbari

Amb el tancament l'1 de desembre de 1780 del Cementiri dels Innocents, en aplicació tardana de la llei de 1765 prohibint els cementiris a ciutat, a París li començaven a mancar llocs de sepultures. Napoleó Bonaparte, aleshores cònsol, va decretar que «cada ciutadà té el dret de ser enterrat sigui quina sigui la seva raça o la seva religió», arreglant el cas dels infidels, dels excomunicats, dels comediants i dels pobres. Al començament del segle xix van ser creats diversos nous cementiris fora dels límits de la ciutat: el cementiri de Montmartre al nord, el cementiri de l'Est, el cementiri de Montparnasse al sud i, a l'oest de la ciutat, el cementiri de Passy.
El prefecte de París va decretar la transformació de les 17 hectàrees de Mont-Louis en el cementiri de l'Est. La concepció del cementiri va ser confiada a l'arquitecte neoclàssic Alexandre Théodore Brongniart el 1803. Com a inspector general en cap de la segona secció dels treballs públics del departament del Sena i de la ciutat de París, Brongniart dissenyarà els grans eixos sota la forma, per primera vegada, d'un immens jardí anglès, de passeigs accidentats, amb arbres i plantes d'espècies diverses i vorejades de sepultures esculpides. Va projectar monuments funeraris tot i que finalment només es va arribar a construir la sepultura de la família Greffuhle, a l'estil neogòtic depurat.
El 21 de maig de 1804 (1r Pradial any XII), el cementiri va ser oficialment obert per a una primera inhumació: la d'una nena de cinc anys, Adélaïde Paillard de Villeneuve. Era en principi destinat als parisencs d'un dels quatre districtes de la Rive droite (els 5è, 6è, 7è i 8è de l'època), en fossa comuna o en concessió perpètua. Però el cementiri no va aconseguir el favor dels Parisencs, que menyspreaven que se'ls fes enterrar sobre alçades, fora de París, i en un barri considerat popular i pobre.

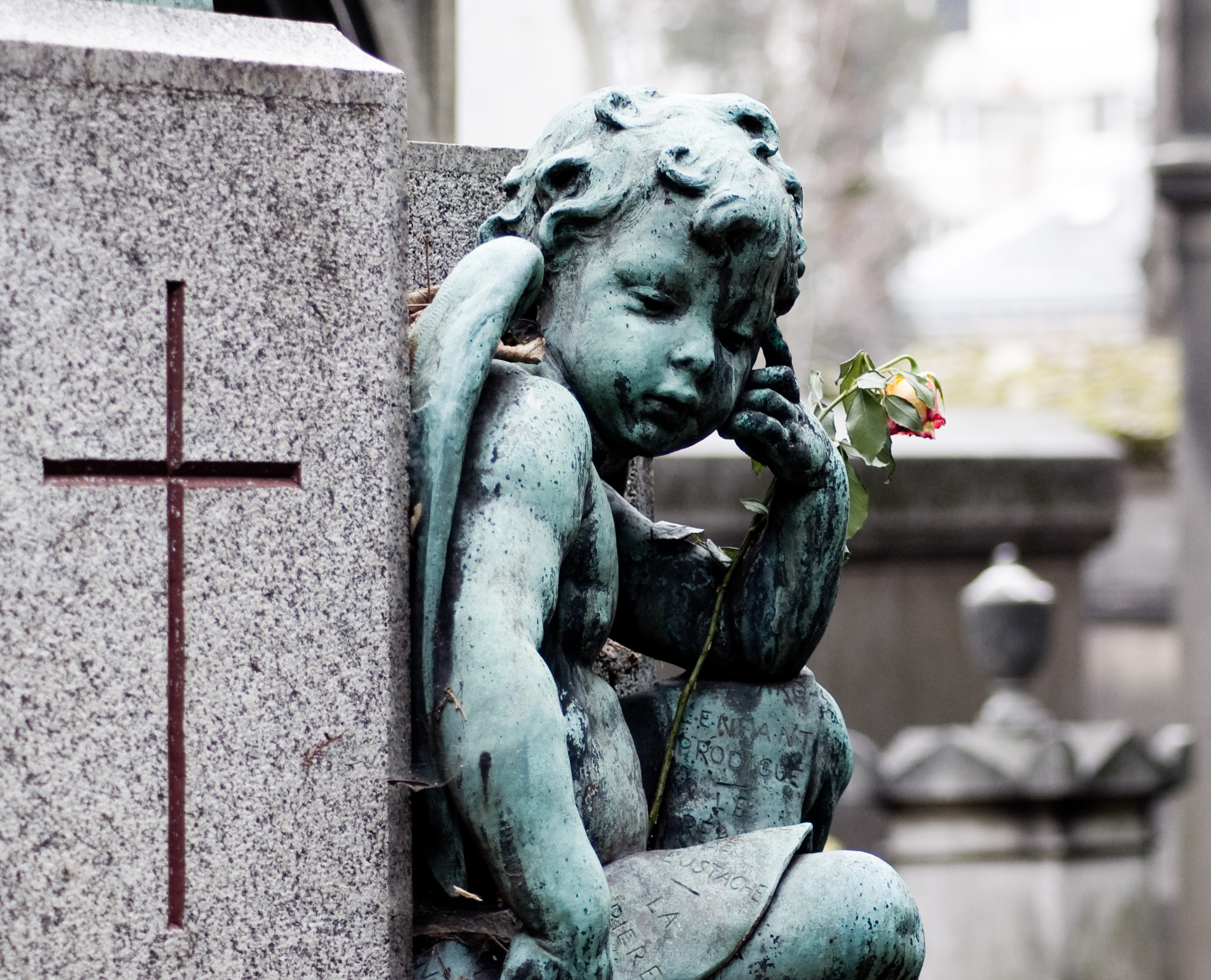
Detall d'una tomba

El 1804, el Père-Lachaise no tenia més que 13 tombes. L'any següent, no n'hi havia més que 44, després 49 el 1806, 62 el 1807 i 833 el 1812. El 1817, per millorar la imatge del cementiri l'ajuntament de París organitza la transferència de les despulles d'Heloïsa i Abelard, així com de Molière i La Fontaine. No va caldre res més: el 1830, s'hi comptaven 33.000 tombes. El Père-Lachaise va conèixer en aquesta època cinc ampliacions: el 1824, 1829, 1832, 1842 i 1850. Aquestes li han permès passar de 17 hectàrees i 58 àrees (175.800 m²) a 43 hectàrees i 93 àrees (439.300 m²) per a 70.000 tombes, 5.300 arbres, un centenar de gats, un gabial d'ocells i dos milions de visites.
Il·lustres escultors i arquitectes faran d'aquest lloc un veritable museu d'ençà del segle xix: entre ells, Guimard, Garnier, Visconti o Paillard. La capella així com la portada principal d'aleshores (boulevard de Ménilmontant) van ser concebuts per l'arquitecte neoclàssic Étienne-Hippolyte Godde entre 1823 i 1825. David d'Angers va crear la majoria dels monuments del «Quartier des Maréchaux d'Empire». És només al final del segle, el 1894, que van començar els treballs del columbari i del crematori, en un estil neobizantí adaptat per Jean Camille Formigé.

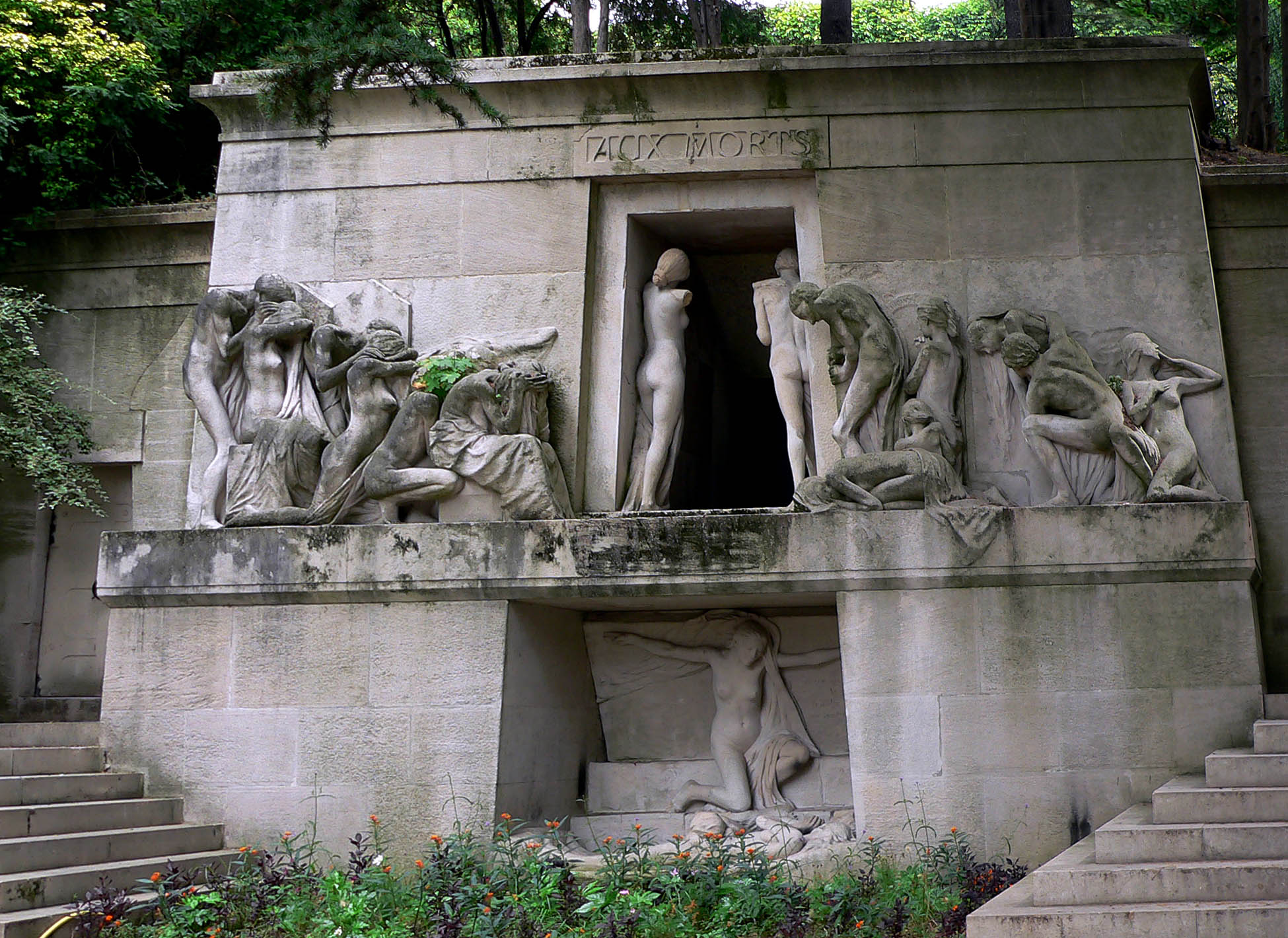
Monument als morts d'Albert Bartholomé

Durant la Comuna de París, el maig de 1871, el Père-Lachaise va ser l'escenari d'una veritable guerra civil, a causa de la seva localització estratègica sobre el turó. Els Federats van instal·lar llur artilleria al bell mig del cementiri, però van ser ràpidament envoltats pels Versaillais de Thiers d'un costat i els alemanys de l'altre. Els 147 supervivents van ser afusellats el 28 de maig de 1871 davant el mur que va prendre aleshores el nom de mur dels Federats, al sud del cementiri.
El 1895 el Monument als morts d'Albert Bartholomé comprat per la Ciutat de París al saló del Petit-Champ-de-Mars el 1895 és instal·lat al Cementiri del Père-Lachaise.

## Celebritats enterrades
- Pere Abelard (1079-1142), filòsof, (divisió 7)
- Guillaume Apollinaire (1880-1918), poeta (divisió 86)
- Miguel Ángel Asturias (1899-1974), escriptor guatemalenc (divisió 10)
- Honoré de Balzac (1799-1850), novel·lista (divisió 48)
- Georges Bizet (1838-1875), compositor (divisió 68)
- Francesc Boix i Campo (1920-1951), fotògraf català
- Pierre Bourdieu (1930-2002), sociòleg (divisió 28)
- Maria Callas (1923-1977), cantant d'òpera (divisió 87)
- Marcel Camus (1912-1982), realitzador de cinema
- Jacques-Joseph Champollion (1778-1867), arqueòleg francès
- Jean-François Champollion (1790-1832), egiptòleg francès (divisió 18)
- Luigi Cherubini (1760-1842), compositor (divisió 11)
- Frédéric Chopin (1810-1849), compositor (divisió 11)
- Colette (1873-1954), novel·lista francesa (divisió 4)
- Auguste Comte (1798-1857), filòsof (divisió 17)
- Jean-Baptiste Camille Corot (1796-1875), pintor (divisió 24)
- Régine Crespin (1927-2007), soprano francesa (divisió 87)
- Alphonse Daudet (1840-1897), escriptor (divisió 26)
- Honoré Daumier (1808-1879), caricaturista i pintor (divisió 24)
- Jacques-Louis David (1748-1825), pintor (divisió 56)
- Eugène Delacroix (1798-1863), pintor (divisió 49)
- Isadora Duncan (1877-1927), ballarina nord-americana (divisió 87, columbari, urna 6796)
- Nusch Éluard (1906-1946), artista de varietats francesa, musa d'artistes del surrealisme (divisió 84)
- Horace Finaly (1871-1945), banquer francès
- Jean de La Fontaine (1621-1695), poeta (divisió 25)
- Jean Nicolas Pierre Hachette (1769-1834), matemàtic (divisió 18)
- Samuel Hahnemann (1755-1843), metge fundador de l'homeopatia
- Georges Méliès (1861-1938), cineasta francès (divisió 64)
- Jules Michelet (1798-1874), historiador (divisió 52)
- Molière (Jean-Baptiste Poquelin) (1622-¿1673?), dramaturg francès (divisió 25)
- Alfred de Musset (1810-1857), poeta (divisió 4)
- Yves Montand (1921-1991), actor (divisió 44, al costat de Signoret)
- Amedeo Modigliani (1884-1920), pintor i escultor (divisió 96, junt amb Jeanne Hébuterne)
- Jim Morrison (1943-1971), cantant de The Doors (divisió 16)
- Félix Nadar, (1820-1910), fotògraf i pintor (divisió 36)
- Juan Negrín López (1892-1956), polític espanyol, president del govern de la Segona República Espanyola
- Gérard de Nerval (1808-1855), poeta (divisió 49)
- Michel Ney (1769-1815), mariscal de l'Imperi (divisió 29)
- Georges Perec (1936-1982), escriptor (divisió 87)
- Édith Piaf (1915-1963), cantant (divisió 97)
- Camille Pissarro (1830-1903), pintor (divisió 7)
- Louis Poinsot (1777-1859), matemàtic (divisió 27)
- Marcel Proust (1871-1922), escriptor (divisió 85)
- Joan Puig i Ferreter (1882-1956), escriptor català (divisió 89?)
- Olinde Rodrigues (1795-1851). matemàtic i reformador social
- Gioacchino Rossini (1792-1868), compositor d'òperes (divisió 4)
- Simone Signoret (1921-1985), actriu francesa (divisió 44, al costat de Montand)
- Gertrude Stein (1874-1946), escriptora nord-americana (divisió 94)
- Sully Prudhomme (1839-1907), escriptor (Premi Nobel de Literatura) (divisió 44)
- Gerda Taro (1910-1937), fotògrafa (divisió 97)
- Adolphe Thiers (1797-1877), historiador, periodista (divisió 55)
- Itsuo Tsuda (191-1984), escriptor japonès
- Oscar Wilde (1854-1900), escriptor i dramaturg irlandès (divisió 89, des de 1950 junt amb Robert Ross)
- Richard Wright (1908-1960), escriptor nord-americà (divisió 87)

## Monuments

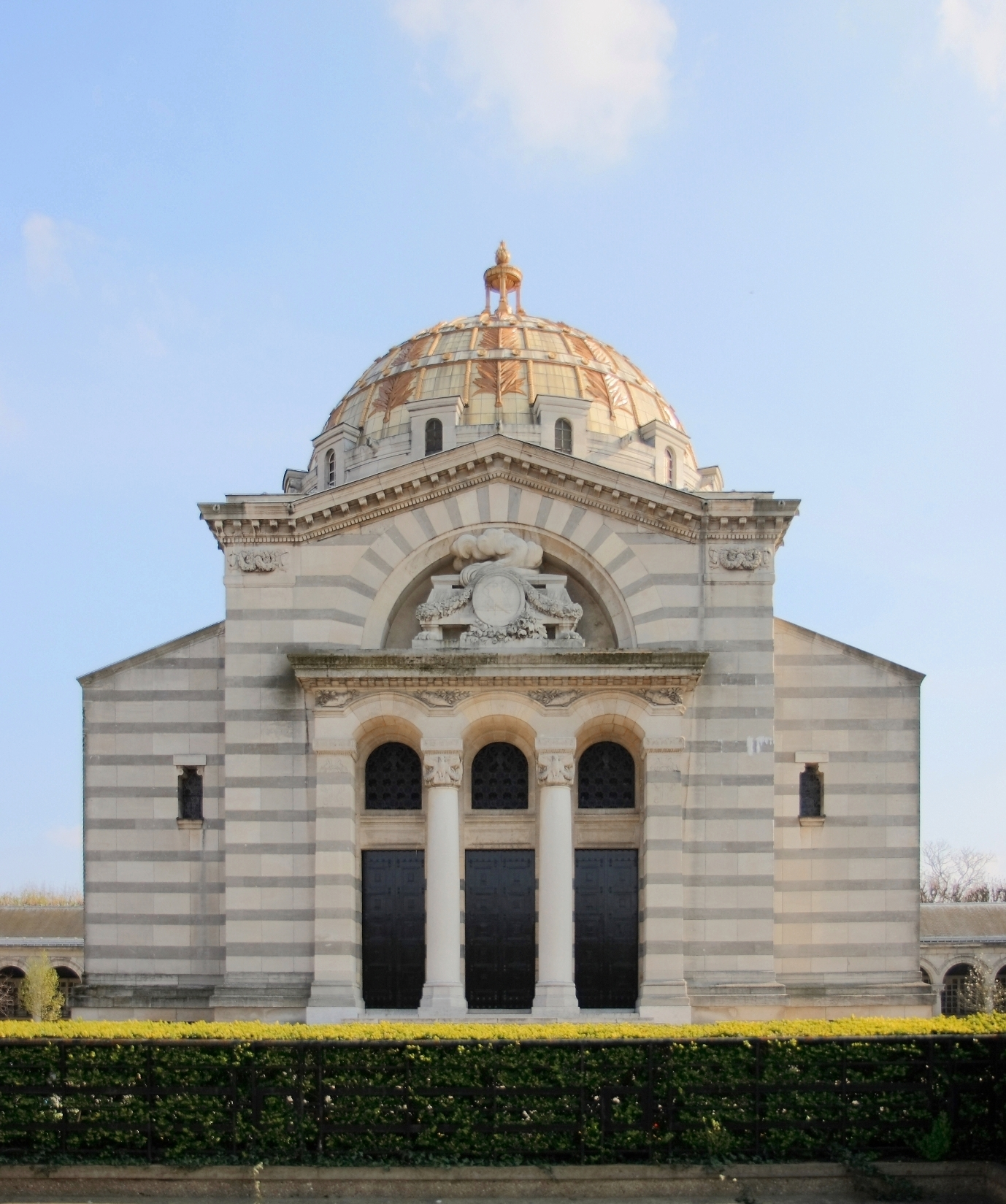
El crematori

A més a més de les tombes, el cementiri conté monuments dedicats a una personalitat o a un grup de persones.
- Imre Nagy, Primer secretari del partit comunista hongarès el 1956. Monument creat per la Lliga hongaresa dels Drets Humans el 1988, en ocasió del 30è aniversari de la seva execució.
- Personals municipals de la Ciutat de París.
- Un enorme mausoleu, on hi descansa Adolphe Thiers, ha estat realitzat al costat de la capella.
- Mur des fédérés on foren afusellats els darrers resistents de la Comuna de París durant la Setmana Sagnant de 1871.[1]

## Manifestacions
A conseqüència de les nombroses personalitats que hi ha enterrades i de la càrrega simbòlica del lloc, el cementiri del Père-Lachaise ha estat i és encara el lloc de manifestacions i de commemoracions. Aquestes commemoracions són principalment dels partits socialistes i comunistes i dels francmaçons del Grand Orient de France.
Després de la Segona Guerra Mundial, s'hi afegeixen les commemoracions de les víctimes del nazisme, els monuments als morts dels camps de concentració i d'extermini trobant-se a prop del mur dels federats.